# Ирисбеков, Курбанбай
Курбанбай Ирисбеков (1922-1943) — младший лейтенант Рабоче-крестьянской Красной Армии, участник Великой Отечественной войны, Герой Советского Союза (1944).

## Биография
Родился 25 июля 1922 года в селе Чернак в узбекской семье (ныне — Южно-Казахстанская область Казахстана). После окончания Ташкентского педагогического института работал учителем начальной школы в родном селе.
В 1942 году был призван на службу в Рабоче-крестьянскую Красную Армию. Окончил курсы младших лейтенантов. С декабря того же года — на фронтах Великой Отечественной войны. К сентябрю 1943 года младший лейтенант Курбанбай Ирисбеков командовал взводом 42-го стрелкового полка 180-й стрелковой дивизии 38-й армии Воронежского фронта. Отличился во время битвы за Днепр.
15 сентября 1943 года взвод под командованием Курбанбая Ирисбекова успешно освободил село Виры Белопольского района Сумской области Украинской ССР, стремительной атакой обратив противника в бегство. 6 октября 1943 года взвод успешно переправился через Днепр в районе села Новые Петровцы Вышгородского района Киевской области Украинской ССР и принял активное участие в боях за плацдарм на его западном берегу. В этом бою лично уничтожил более 10 немецких солдат и офицеров. Взвод успешно отразил несколько вражеских контратак, благодаря чему беспрепятственно сумели переправиться основные силы. 29 декабря 1943 года погиб в бою за освобождение села Яцки Васильковского района. Похоронен в Яцках.
Указом Президиума Верховного Совета СССР «О присвоении звания Героя Советского Союза генералам, офицерскому, сержантскому и рядовому составу Красной Армии» от 10 января 1944 года за «образцовое выполнение боевых заданий командования на фронте борьбы с немецко-фашистскими захватчиками и проявленные при этом отвагу и геройство» был посмертно удостоен высокого звания Героя Советского Союза. Также посмертно был награждён орденом Ленина.
Память
В селе Чернак установлен памятник Курбанбаю Ирисбекову, там же в его честь названа школа-интернат.